# Chàng quản gia
Chàng quản gia (Nhật: ハヤテのごとく Hepburn: Hayate no Gotoku), còn có nhan đề phụ là Hayate the Combat Butler (tạm dịch: Hayate, người hầu kiêm vệ sĩ), là một loạt truyện manga được sáng tác bởi tác giả Hata Kenjiro. Đây là câu chuyện về một chàng trai bắt đầu công việc như 1 người quản gia và những sự kiện xảy ra sau đó. Manga này hiện đang phát hành đến tập 26 tại Nhật Bản. Bản tiếng Anh của bộ truyện đã được Viz Media mua bản quyền để phát hành tại Bắc Mỹ. Phiên bản anime của manga bắt đầu được phát sóng trên TV Tokyo vào 1 tháng 4 năm 2007 và kết thúc vào 30 tháng 3 năm 2008. Việc sản xuất phần thứ hai của anime Hayate no Gotoku được TV Tokyo chính thức xác nhận trên trang web của mình vào 31 tháng 3 năm 2008, và trong tạp chí Shōnen Sunday số 18 phát hành ngày 2 tháng 4 năm 2008. Ngày 4 tháng 7 năm 2008, Bandai Entertainment thông báo đã mua bản quyền của anime này. Phần thứ hai của anime bắt đầu được chiếu từ ngày 4 tháng 4 và kết thúc vào ngày 18 tháng 9 năm 2009.

## Nội dung
Truyện kể về Hayate Ayasaki 16 tuổi bị bố mẹ bán để trả món nợ 156 triệu yên vào đúng đêm Noen ngày lễ mà mọi người trong gia đình sum họp với nhau. Đúng với câu nói "Bần cùng sinh đạo tặc", Hayate nảy sinh ý định bắt cóc con tống tiền nhằm tự cứu lấy mạng sống của chính mình và "con mồi" của cậu là Nagi Sanzenin, một cô bé 13 tuổi rất dễ thương với 2 bím tóc nhỏ. Hayate đã cứu cô bé khỏi tay bọn lưu manh chọc ghẹo cô bé (do sợ "con mồi" bị vuột mất) và cô bé yêu cầu được trả ơn cho cậu. Lúc này những lời đe dọa bắt cóc ngớ ngẩn, mập mờ của cậu ta đã làm cho cô bé 13 tuổi hiểu lầm đây là một lời tỏ tình nồng cháy như thể yêu từ cái nhìn đầu tiên.
Hayate bỏ đi sau khi có được số điện thoại của Nagi nhưng do thói quen cậu ta đã "không đánh mà khai", nói ra tên họ của mình trên điện thoại. Chán nản và tuyệt vọng cậu nằm im chờ cái lạnh lẽo của đêm giáng sinh đến mang mình đi, một chiếc xe đạp đã cán qua người cậu làm cậu tỉnh lại và gặp Maria người đang tìm Nagi, sự ấm áp của chiếc khăn choàng cổ mà Maria đưa cho Hayate đã làm rung động cậu bé đang rơi xuống đáy sâu của sự tuyệt vọng. Và một lần nữa Hayate lại cứu Nagi khỏi tay bọn bắt cóc thật sự và cũng lại một lần nữa Nagi yêu cầu trả ơn lần này cậu nhờ cô bé tìm một công việc mới cho mình, sau đó cậu được mời về làm quản gia mới cho Nagi tại biệt thự nơi Nagi và cô hầu Maria xinh đẹp đang sống. Mọi chuyện bắt đầu từ đây...

## Nhân vật

### Nhà Sanzenin
Biệt thự của nhà Sanzenin chiếm 65% phía đông quận Nerima.
Sanzenin Nagi
Là người thừa kế tương lai và nắm giữ toàn bộ cổ phiếu của tập đoàn Sanzenin. Mặc dù Nagi không đặc biệt quan tâm đến số tài sản khổng lồ mà mình được thừa kế, nhưng cô bé lại bị chính điều đó chi phối. Cô bé thấy mình còn không thể làm những công việc đơn giản như pha cho mình một tách trà. Cô bé thường tạo nên một bức tường vô hình để giữ khoảng cách với những kẻ muốn lợi dụng mình. Nagi có ngoại hình nhỏ nhắn, mái tóc vàng dài được buộc thành hai đuôi và đôi mắt màu xanh lá cây được thừa hưởng từ cha mẹ. Nagi khá nóng tính, ương bướng, chống đối lại mọi người xung quanh. Cô cũng ghét thất bại và phải thừa nhận lỗi lầm của mình. Từ nhỏ, cô đã được hưởng một chế độ giáo dục đặc biệt nên rất thông minh, giành được nhiều giải thưởng danh giá ở trường học lẫn các cuộc thi quốc tế. Bố cô đã mất do một vụ giao thông và mẹ cô mất do bị bệnh nan y nên người thân duy nhất của cô hiện nay là ông Sanzenin Mikado, người đứng đầu và nắm giữ toàn bộ tài sản của dòng họ. Nagi sống rất cô độc ở trong biệt thự. Cô trở thành mục tiêu bị truy sát lẫn bắt cóc của các băng nhóm tội phạm nhằm chiếm đoạt món tiền chuộc khổng lồ. Trải qua nhiều phi vụ bắt cóc nguy hiểm, Nagi trở nên mạnh mẽ, cá tính và can đảm hơn những đứa trẻ khác nhưng cũng có nhiều nhược điểm như sợ ngủ một mình, khả năng thể thao kém, không ăn được đồ cay. Bên cạnh đó, Nagi cũng là một fan ghiền truyện tranh, phim hoạt hình và game. Vì thế cô rất thích vẽ truyện tranh mặc dù năng lực có hạn. Cô luôn chăm sóc cho gia đình và bạn bè, nhưng không muốn thể hiện sự quan tâm của mình bằng cách trực tiếp. Cô là một cô gái tinh nghịch và rất tsundere nữa. Trong gia đình, Nagi có tình cảm với Ayasaki Hayate, chàng quản gia đảm đang, hiền lành và luôn giúp đỡ người khác. Bởi anh là người sống ở thế giới khác biệt với Nagi, có tấm lòng chân thành và chăm sóc cô rất chu đáo. Mặc dù Nagi không phải là người trong mộng của Hayate. Giữa Nagi và Hayate có một sự hiểu lầm do lời lẽ của Hayate nói với cô bé trong lần gặp đầu tiên (nghe như một lời tỏ tình) và sự thật này chỉ có Maria - cô người hầu tâm phúc của Nagi hiểu rõ.
Sanzenin Yukariko
Là người mẹ đã qua đời của Nagi. Bà nhìn khá giống Nagi nhưng có mái tóc dài hơn. Dù là mẹ của Nagi nhưng bà lại kém thông minh hơn con mình. Dù vậy,nhưng bà rất quan tâm tới con gái mình. Khi còn bé, bà rất thích Klaus nhưng bị từ chối, thậm chí bà ấy đã tặng Klaus 1 căn nhà để hỏi cưới Klaus. Khi qua đời, mộ của bà được chôn ở Shimoda. Tachibana Mikoto nói Yukariko đã lấy được người đàn ông mình yêu thương. Nagi cũng đã từng bảo Shimoda là nơi chứa đầy kỉ niệm của cha mẹ mình, và bà cũng là người được thần linh lựa chọn.
Maria
Cô người hầu xinh đẹp của Nagi, người ta nhặt được cô ở trước bức tượng Maria của nhà thờ vào đêm Noel nên cô được đặt tên là Maria. Tuy mới 17 tuổi nhưng cô rất giỏi giang trong mọi việc là do cô cũng có cuộc đời chìm nổi. Cô là một cô gái xinh đẹp, lặng lẽ, hiền lành, nhưng do sống giữa các nhân vật lúc nào cũng như ở trên mây nên cô trở thành một nhân vật quyết đoán. Đối với Nagi cô là bảo mẫu nhưng cũng như người chị, người mẹ tóm lại là người quan trọng nhất của Nagi trên thế giới này.
Klaus Seishirou
Tên thật là Kurausu Seishirou, người Nhật chính gốc. Một người tận tụy, ông là đã chăm sóc cho Nagi từ lúc cô bé mới sinh ra. Trong vai trò tổng quản của nhà Sanzenin nên đáng lẽ ông là nhân vật rất quan trọng nhưng để bầu không khí dễ chịu hơn tác giả đã làm giảm bớt tầm quan trọng đó. Sau này khi Nagi bị mất quyền thừa kế tài sản nhà Sanzen'in, chính ông là người đã giúp cô ấy có được một căn nhà (vốn là nhà cũ của mẹ Nagi)
Tama
Được hầu hết các Fan hâm mộ nữ yêu quý vì Tama là một con hổ biết nói. Tuy nhiên chỉ có Hayate biết được bí mật này, nó là một con vật rất khó hiểu.
Shiranui
Xuất hiện trong season 2.Là "Chú mèo trắng" mà Ayumu và Hinagiku nhặt được bên lề đường,sau này được Hayate đem về nuôi trong biệt thự Sanzenin.Shiranui có màu đen và một chữ thập màu trắng ở giữa trán của nó.Tuy bề ngoài dễ thương,hiền lành nhưng tính cách rất hung ác và thường cố tình đưa Tama vào rắc rối.
Himegami Akane
Akane là quản gia của Nagi trước khi cô gặp Hayate.Chỉ xuất hiện trong anime season 1,vì một lý do nào đó mà anh đã nghỉ việc.Nhưng theo tin đồn thì anh bị đuổi việc do đánh cắp báu vật của gia đình Sanzenin.
Shin Hayek
Tác giả tiết lộ đôi chút về người cha của Nagi trong phần OVA trong seri anime Hayate no Gotoku với tên gọi là "Can't take my eye of you", ông xuất thân từ một khu ổ chuột với tài ăn cắp vặt. Ông sống qua ngày cho tới lúc trưởng thành, rồi một ngày ông vô tình gặp mụ phù thủy ra một cái giá rất hời cho việc đánh cắp báu vật nhà Sanzenin, ông vô tình gặp Yukariko trong đó và được Yukariko đề nghị làm quản gia cho mình "với khẩu súng trên tay", cuộc sống an nhàn trôi qua cho tới một ngày mụ phù thủy đánh cắp chiếc nhẫn cưới của ông, khiến ông phải đánh cắp món báu vật để chuộc lại chiếc nhẫn minh chứng tình yêu của ông, nhưng dọc đường không may gặp tai nạn giao thông và qua đời....Nhưng sự thật là ông bị hút vào đồng hồ Trà Đen và người chết trong cơ thể của ông là một nhà vua đang ở trong chiếc đồng hồ.

### Nhà Saginomiya
Saginomiya Isumi
Là cô bé có dáng tiểu thư nhất trong số các nhân vật. Cô còn kém hiểu biết sự đời hơn cả Nagi. Cô hầu như chẳng biết xài món đồ hiện đại nào, đại khái như máy bán hàng tự động hay điện thoại di động, và mỗi lúc cô không dùng được chúng, cô lại nói chúng bị hỏng. Cô tuy là người nhỏ tuổi nhất trong dòng họ Saginomiya chuyên diệt trừ yêu quái nhưng cô lại là người có pháp lực cao nhất. Tính tình của cô ngay thẳng nhưng không hề biết giận là gì. Là người duy nhất là có thể hiểu được một cách sâu sắc truyện tranh của Nagi và là người hiểu Nagi hơn cả Maria.

### Nhà Aizawa
Aizawa Sakuya
Khác với Nagi và Izumi, Sakuya là một tiểu thư bình dân vì còn có nhiều em nên cô đóng vai trò người chị đảm đang, biết chăm lo cho gia đình, không biết có phải vì thế mà cô đâm ra lo lắng cho cả Nagi. Tính cách sôi nổi đã làm cho cô được bạn bè và thầy cô yêu mến tuy có khi cô hành động hơi bạo lực nhất là với Hayate

### Nhà Tachibana
Tachibana Wataru
Vị hôn phu của Nagi. Cuộc hôn nhân này do người ông quá cố của cậu quyết định. Để hủy bỏ hôn ước với Nagi, Wataru đã ngày đêm cố kiếm được nhiều tiền hơn tài sản của nhà Sazen'in, cho dù mọi thứ cậu có chỉ là một tiệm cho thuê băng đĩa. Cậu rất quyết tâm học hành vì Isumi. Tuy nhiên lời ăn tiếng nói và tính cách của cậu hơi xấc xược một chút.
Tachibana Enkyō
- Tên: Tachibana Enkyō (橘 円京? Quất Viên Kinh)

### Gia đình Kijima
Kijima Saki
Người giúp việc của Wataru. Khi im lặng cô có vẻ là một bảo mẫu có năng lực nhưng thật ra cô khá vụng về. Cuộc đời của cô khá đơn giản có thể tóm gọn chỉ trong 2 trang truyện, có lẽ vì thế mà cô được rất nhiều người yêu thích.
Kijima Rei
- Tên: Kijima Rei (貴嶋 レイ Quý Đảo Lệ?)

Là bà của Saki.Bà từng du ngoạn khắp nơi để giúp đỡ những người khốn khổ.

### Nhà Tennos
Athena Tennos (天王州 アテネ Tennousu Atena, Thiên Vương Châu Nhã Điễn Na) Hayate gọi là A-tan (ア-たん, so với アテネ thì dài hơn 1 ký tự.Và vì thế đã bị Athena nói là ngốc)
Một cô gái rất hợp với cái tên của mình (tên của cô cũng là tên của nữ thần chiến tranh và trí tuệ nhất hành tinh: Athena). Cô là bạn gái của Hayate khi cậu lên mẫu giáo, là 1 cô gái luôn có vẻ thần bí, xa cách với mọi người và trông cô già dặn hơn rất nhiều so với tuổi của cô, đó là ấn tượng đầu tiên của Hayate về cô gái này. Cô sống một mình trong 1 tòa lâu đài rộng lớn nhưng lại không có người thân. Cô gặp Hayate trong lúc cậu đang chạy trốn vì sự hổ thẹn về bố mẹ mình, chính cô là người đã động viên và giúp cậu đứng dậy trong sự tuyệt vọng. Sau đó Hayate trở thành quản gia riêng của cô, cô đã dạy cho Hayate rất nhiều thứ như cách đấu kiếm và cô là người đã vận sức mạnh cho Hayate, cô rất thích ngủ chung với Hayate và yêu cầu anh phải nắm tay khi đang ngủ. Lúc đó, Hayate đã nghĩ rằng chỉ cần ở bên A-tan là đủ. Khi hai người ở bên nhau, cô đã hẹn ước với Hayate rằng: "Hayate, tôi và anh sẽ mãi bên nhau nhé!" và cậu bé Hayate đã trả lời cô bằng một chiếc nhẫn đính ước mà cậu đã tự tay kiếm được. Nhưng đến phút cuối Hayate cũng phải rời xa cô sau khi hai người cãi nhau về cha mẹ của Hayate. Dù vậy, Athena vẫn giữ lại chiếc nhẫn đính ước. 10 năm sau, cô gặp lại Hayate trong một chuyến đi du lịch ở Hy Lạp...
Machina
Là quản gia của Athena,sau Hayate. Tuy vẻ ngoài chững chạc nhưng lại có một tính cách siêu trẻ con. Cậu tự hào về khả năng cầm đũa một cách chính xác nhưng cậu lại thích Hamburger, một món ăn không cần dùng đũa. Dù vậy nhưng Machina lại có một sức mạnh siêu phàm,có khi còn hơn cả Hayate. Hình dạng thật của Machina là một con rắn khổng lồ có viên ngọc hình thoi ở giữa trán. Trong trạng thái này,cậu ta còn mạnh hơn khi còn trong hình dạng người.

### Nhà Nishizawa
Nishizawa Ayumi
Ayumi là một cô gái 16 tuổi đang học trong ngôi trường mà Hayate từng học,Shiomi.Cô có biệt danh là Nom-Nom-tan (tên thường để chỉ cho người hay ăn uống). Cô luôn bị Nagi gọi là hamster (chuột lang) sau lần đối đầu đầu tiên giữa 2 người họ.Ayumi rất thích Hayate. Có lần cô đã tỏ tình với cậu nhưng lại bị từ chối. Tuy vậy cô vẫn còn thích Hayate.
Nishizawa Kazuki
Kazuki là em trai ruột của Ayumu Nishizawa.Cậu gặp Nagi khi cô đang đi tìm quả bóng bay của mình và yêu cô kể từ đó.Tuy cậu yêu Nagi nhưng lại quá nhát để thổ lộ tình cảm của mình.

### Nhà Katsura
Katsura Hinagiku
Hội trưởng hội học sinh trường Hakuo một cô gái tài sắc vẹn toàn, rất có trách nhiệm, biết cách ăn mặc và cầu toàn. Nhưng lại rất thích Hayate, Hinagiku là đội trưởng của câu lạc bộ Kiếm đạo ở Học viện Hakuou. Cô luôn được thầy cô và bạn bè yêu mến không ai là không quý mến cô ngay từ lần gặp đầu tiên. Đặc biệt cô rất hiếu thắng chính tính cách này đã khiến cô luôn nỗ lực trong mọi việc, sẽ không quá lời nếu nói rằng chính sự hiếu thắng đã tạo ra Hina của ngày hôm nay. Tuy là một cô gái hoàn hảo nhưng cô lại có một quá khứ đau buồn. Cha mẹ ruột của cô đã bỏ rơi cô và chị gái vào ngày sinh nhật thứ sáu của cô cùng món nợ 80 triệu yên của họ. Sau khi trả được món nợ, hai chị em được gia đình Katsura nhận nuôi.
Katsura Yukiji
Là chị của Hinagiku và là giáo viên lịch sử của học viện Hakuou. Tính cách hoàn toàn ngược lại với em gái mình.Lúc nào cũng uống rượu dù biết là không đủ tiền để trả nên nợ nần cứ thế mà chồng chất. Tuy vậy nhưng cô rất quan tâm,lo lắng em gái mình dù không bộc lộ ra ngoài. Trước đây cô cũng từng là một cô gái xinh xắn, dễ thương không kém gì Hinagiku và có ước mơ chơi đàn guitar, nhưng sau này vì lý do nào đó, cô ấy đã đem tặng cây guitar và trở thành như bây giờ.

### Nhà Segawa
Segawa Izumi
Con gái của nhà Segawa và là lớp trưởng lớp học của Hayate ở Học viện Hakuou. Khi còn bé,có lần cô đã được Hayate cứu khỏi một chú chó đang gặm con búp bê của cô,cô đã hôn nhẹ vào má Hayate.Tất nhiên anh đã nhận một trận của A-tan. Sau này,cô nhận ra là mình thích Hayate. Cô thường thấy hay đi với hai người bạn của mình,Miki và Risa.Cả ba người họp lại thành bộ ba Hakuou, chuyên cúp học để đi chơi, và thường xuyên lãnh điểm kém.
Segawa Kotetsu
Con trai của nhà Segawa,là anh song sinh của Izumi và đồng thời là quản gia của cô.Anh chàng này cực kì mê những loại tàu hỏa rẽ được.Nhưng lại xấu hổ khi mời con gái hẹn hò với mình.Là một tên đồng tính chính gốc.Một lần anh đã đụng vào Hayate khi cậu đang mặc đồ con gái và nảy sinh tình cảm với cậu.Sau khi biết Hayate là con trai,anh đã bắt cóc Nagi để dụ Hayate nhưng cuối cùng bị lãnh đủ.Sau này,dù biết Hayate là con trai nhưng anh vẫn yêu cậu.Vì hay làm phiền Hayate và luôn nói yêu cậu nên Hayate rất ghét Kotetsu.
Segawa Stringer
Là bố của Izumi và Kotetsu.Có bộ râu không đụng hàng,hiếm có khó tìm.Ông thích con gái mình,Izumi.
Vì một sự hiểu lầm mà suýt giết chết Hayate.

### Nhà Hanabishi
Hanabishi Miki
Con gái nhà Hanabishi và lớp phó lớp học của Hayate,là thành viên của Hội Học sinh.Vì cô là con của
gia đình làm việc trong chính phủ nên rất giỏi điều tra.Nhà cô rất giàu nên cô tiêu tiền như nước.
Cô thích Hinagiku và như Nagi,cô rất ghét thể thao.Cô thường thấy hay đi với hai người bạn của mình,Izumi và Risa.Là thành viên của bộ ba Hakuou.

### Nhà Asakaze
Asakaze Risa
Con gái nhà Asakaze,lớp phó kỷ luật của lớp Hayate.Giống Isumi,nhà cô là một ngôi chùa và cô là pháp sư nhưng lại không có pháp thuật nào cả.Nhà cô cũng rất giàu nên cô có trình độ tiêu tiền rất khủng.Cô cũng là thành viên của bộ ba Hakuou.

### Nhà Ookouchi
Ookouchi Taiga
Cậu chủ của Himuro Saeki và là con trai của nhà Ookouchi.Tuy cậu là cậu chủ nhưng lại răm rắp làm theo ý muốn của Himuro.Cậu hay đi theo Himuro và ném cánh hoa hồng vào anh ta. Taiga hay bị tưởng nhầm là con gái vì giọng nói nhỏ nhẹ của cậ.Taiga là nhân vật nhỏ nhất trong phim.
Saeki Himuro
Himuro là quản gia của Taiga Ookouchi.Anh là một người mê tiền và vì Taiga là hũ vàng của anh nên anh không cần số tiền nào khác.Chính vì mê tiền nên nó trở thành điểm yếu của anh.Có lần anh chảy máu đầm đìa khi thấy một đống tiền trước mặt mình.Anh rất quan tâm tới cậu chủ của mình.

### Nhà Azumamiya
Azumamiya Koutarou
Cậu chủ của Nonohara Kaede và là thành viên của Câu lạc bộ Kiếm đạo.Cậu bị xem là thành viên yếu nhất của câu lạc bộ vì chỉ vung kiếm chém loạn xạ mà không thèm nhìn.Cậu ăn nói thô tục và kết quả là bị Kaede cho ăn đòn.Cậu hay đòi đánh nhau với những người yếu hơn mình,như Nagi và Taiga.Koutarou hay gây ấn tượng cho Hinagiku để chứng tỏ mình là đàn ông thứ thiệt nhưng luôn thất bại.
Nonohara Kaede
Quản gia kiêm vệ sĩ của nhà Azumamiya.Anh rất tốt bụng và lịch sự với những người mà anh gặp,kể cả kẻ địch của cậu chủ mình,Koutarou.Anh luôn có nụ cười trên khuôn mặt mình.Không giống như Hayate,
anh có cách dạy dỗ Koutarou của riêng mình,thường cho Koutarou ăn đập mỗi khi cậu ăn nói thô tục hoặc tỏ ra vẻ yếu đuối.Anh rất thành thạo về kiếm đạo và có hai tuyệt chiêu sát thủ.

### Nhà Ayasaki
Ayasaki Ikusa
Nhân vật bí ẩn nhất trong câu chuyện. Anh là anh trai của Hayate. Khác hẳn với bố mẹ của mình, Ikusa là một người cực kì tốt bụng và hay giúp đỡ người khác, giống như Hayate. Ikusa có một sức mạnh siêu phàm như Hayate, nhưng sức mạnh này là do chính anh đạt được. Sau khi đưa Athena ra khỏi khu vườn hoàng gia, tung tích của anh trở nên không rõ.Nhưng thật ra anh làm cứu hộ ở một bãi biển.Và Hayate đã tìm thấy anh
Ayasaki Hayate
Là nhân vật nam chính nhưng cũng có lúc là nhân vật nữ chính, Hata Kenjiro đã tạo ra Hayate là một nhân vật vô cùng bất hạnh. Cậu có một khả năng vận động siêu phàm là do phải làm việc nặng nhọc vất vả từ nhỏ. Công việc quản gia của cậu chính là phải giải quyết các khó khăn như mèo máy Đôrêmon không có bảo bối vậy. Tuy vậy, cậu lại được rất nhiều cô gái thích,Hinagiku,Athena,Ruka,Nagi,Ayumi,.... Có thể nói rằng cậu là người đào hoa hiếm có.
cậu có 1 tuyệt chiêu sát thủ có tên là cuồng phong ngẫu hứng,khi cậu sử dụng sẽ có 1 cơn gió mạnh bay qua. Người mà Hayate yêu nhất khi còn nhỏ là Athena được gọi là A-tan.cho đến nay sau khi chia tay nhiều lần người cậu yêu nhất vẫn là A-tan.

### Nhà Harukaze
Harukaze Chiharu
Chiharu là học sinh của Học viện Hakuou, cô là thư ký của Hội Học sinh.Cô bí mật làm hầu gái của Sakuya. Cô là một cô gái lạnh lùng,khó gần và làm việc chăm chỉ. Khi cô làm hầu gái cho Sakuya, cô lấy tên là Haru hay Haruko. Haru này trái ngược hoàn toàn với Chiharu thường ngày, tính cách thân thiện, vui vẻ. Cô lo lắng nhất là bạn bè biết công việc làm thêm này của cô. Cô là 1 mild otaku.

### Nhà Kasumi
Kasumi Aika
Aika là phó chủ tịch Hội Học sinh.Như bao học sinh khác,cô đến từ một gia đình giàu có. Cô có thể là một người con gái ngọt ngào,tốt bụng, và lịch sự với mọi người, nhưng cô có lúc lôi cuốn và lợi dụng bất cứ tình hình nào mà cô thấy, một điều mà chỉ có Chiharu và Hinagiku biết. Dù vậy nhưng cô là một người bạn tốt và không bao giờ phản bội bạn bè cô. Tuy học giỏi nhưng do sức khỏe cô yếu nên điểm môn thể dục của cô rất tệ. Mỗi khi biết bí mật của ai đó là cô liền viết vào sổ tay các điểm yếu của mình để ghi nhớ là không nên nói ra. Chữ Ai trong Aika của cô là từ chữ Aizawa,họ của Sakuya.

### Các nhân vật khác
Shaflnarz Sonia
Cô tới từ một gia đình trong nhóm Mafia Sicilia.Do bố cô bị một người tự xưng là quản gia nhà Sanzen'in (là hayata trở về quá khứ) giết chết,nhưng không phải trực tiếp nên cô tới Nhật Bản để trả thù.Cô lấy danh là Sister Fortesia,sơ của nhà thờ Alexander Mark và Chuồng Cọp cho Quản gia để tiếp cận Hayate và gia đình Sanzen'in.Cô nói tiếng Nhật nhưng dùng từ thô do không thạo cho lắm.Cô cũng có sức mạnh phi thường và dùng Tonfa làm vũ khí.Cô yêu Wataru.
Regiostar Linn
Regiostar Linn là linh mục của nhà thờ Alexander Mark và hồn ma của Chuồng Cọp cho Quản gia. Ông chết do trúng bẫy tên độc do chính ông làm. Ông dùng tiền quyên góp của nhà thờ để xây dựng Chuồng Cọp cho Quản gia và mua những mẫu Robot của Mikado Hyper Energy về chỉ để giải trí. Sau khi Chuồng Cọp cho Quản gia bị sập đổ, ông không còn nơi cư trú và hiện đang ở biệt thự Sanzen'in, nơi ông ám Hayate.Chỉ
có ai đã xuống Chuồn Cọp cho Quản gia mới có thể thấy ông. Dù là linh mục nhưng ông lại có máu dê. Ông đặc biệt thích mấy cô hầu gái như Maria nhưng lại không thích những hầu gái không có tâm hồn của người hầu gái.Ông thích Ultima và Dragon Quest.
Suirenji Ruka
Suirenji Ruka là nhân vật xuất hiện từ manga season 2. Cô là một ca sĩ trẻ rất nổi tiếng với hơn 1 triệu fan hâm mộ. Cha mẹ cô từng là những ngôi sao nổi một thời gian ngắn. Cha mẹ cô luôn nuối tiếc về thất bại trên con đường chinh phục ước mơ của họ nên họ đã cố gắng giúp cô trở thành một ngôi sao. Sau đó, cô đã trở thành một ngôi sao, nhưng đó là nhờ hậu thuẫn của một công ty lớn. Cha mẹ Ruka nghĩ rằng họ không có năng lực đưa con mình thành sao nên họ đã bỏ đi, để lại cho cô món nợ 150 triệu yên vào dịp giáng sinh. Cô phải làm việc vất vả từ đó để trả nợ. Cô gặp Hayate lần đầu tiên vào đúng lúc cậu đang mặc đồ con gái, vì thế cô nhầm tưởng Hayate là con gái. Mãi sau này cô mới phát hiện ra Hayate là con trai, và dần dần cô thấy rằng mình yêu Hayate. Vì chỉ ăn những món đồ có thể ăn nhanh (do công việc) và ít khi lo đến sức khoẻ nên cô rất yếu. Khoảng thời gian cô sống với Hayate là lúc cô đang bị bệnh (nhưng cô ấy giấu). Dù là ca sĩ nhưng ước mơ của cô là vẽ những tác phẩm manga hay, từ đó cô có thêm người bạn là Chiharu rồi sau này là Nagi. Nagi luôn ngưỡng mộ cô vì manga của Ruka bán được nhiều hơn Nagi.
Tsurugino Kayura
Cô cũng là một nhân vật xuất hiện từ season 2. Cha mẹ cô từng có ước mơ trở thành những họa sĩ manga chuyên nghiệp nhưng thất bại. Cô nói rằng từ nhỏ đã được cha mẹ cho đọc rất nhiều manga, tính đến giờ là hơn 100 nghìn tập truyện. Cô gặp Nagi vào thời gian sau khi Nagi bị mất quyền thừa kế tài sản và sau đó cô sống trọ tậi nhà mới của Nagi. Cô là 1 otaku.

### Học viện Hakuo
Hayate, Nagi, Izumi, Wataru và Hinagiku đều học ở Hakuo. Maria là cựu học sinh thiên tài của Hakuo. Kayura cũng vào học tại Hakuo sau khi Wataru bỏ học.

## Tuyền thông

### Manga
Manga "Hayate no gotoku" xuất hiện lần đầu tiên tại Nhật Bản vào tháng 5/2004 và lần đầu tiên xuất hiện tại Việt Nam vào thứ 2 ngày 22/5/2006 dưới tên "Chàng Quản Gia" do nhà xuất bản Kim Đồng phát hành, tuy mới xuất hiện lần đầu nhưng "Chàng Quản Gia" đã nhanh chóng chiếm được cảm tình của các độc giả Việt Nam do được viết theo thể loại tình cảm-hài đang được ưa chuộng, tình tiết truyện ngày càng hấp dẫn khiến độc giả không thể bỏ qua các tập tiếp, nét vẽ các nhân vật ngày càng hoàn hảo...

### Anime
Anime "Hayate no gotoku" được trình chiếu lần đầu tiên vào 10:00am chủ nhật ngày 1/4/2007 trên kênh TV Tokyo tại Nhật Bản.